# كرة القدم في الألعاب الأولمبية الصيفية 2024 – مسابقة السيدات
بطولة كرة القدم للسيدات في دورة الألعاب الأولمبية الصيفية 2024 أقيمت في الفترة من 25 يوليو إلى 10 أغسطس 2024. هي النسخة الثامنة من بطولة كرة القدم الأولمبية للسيدات. لعبت بطولة كرة القدم للألعاب الأولمبية الصيفية 2024 في سبعة ملاعب في سبع مدن في فرنسا. أقيمت مباراة النهائي في بارك دي برينس في باريس.

## جدول المسابقة
تم الإعلان عن جدول المسابقة في 1 أبريل 2022. تم تأكيد الجدول الزمني النهائي للمباراة من قبل الفيفا في 28 يوليو 2022.
| GS | مرحلة المجموعات | QF | الدور ربع النهائي | SF | نصف النهائي | B | مباراة الميدالية البرونزية | F | مباراة الميدالية الذهبية |

| التاريخالحدث | الأربعاء 24 | الخميس 25 | الجمعة 26 | السبت 27 | الأحد 28 | الاثنين 29 | الثلاثاء 30 | الأربعاء 31 | الخميس 1 | الجمعة 2 | السبت 3 | الأحد 4 | الاثنين 5 | الثلاثاء 6 | الأربعاء 7 | الخميس 8 | الجمعة 9 | السبت 10 |
| ------------ | ----------- | --------- | --------- | -------- | -------- | ---------- | ----------- | ----------- | -------- | -------- | ------- | ------- | --------- | ---------- | ---------- | -------- | -------- | -------- |
| سيدات        |             | GS        |           |          | GS       |            |             | GS          |          |          | QF      |         |           | SF         |            |          | B        | F        |

## المنتخبات المتأهلة
بالإضافة إلى الدولة المضيفة فرنسا، تأهل أحد عشر فريقًا وطنيًا للسيدات من ستة اتحادات قارية منفصلة. وصدقت اللجنة المنظمة لمسابقات الفيفا على توزيع المقاعد في اجتماعها يوم 24 فبراير 2022.
| طريقة التأهيل                             | تاريخ                    | الدول المضيفة            | المقاعد | المنتخبات المتأهَلة  |
| ----------------------------------------- | ------------------------ | ------------------------ | ------- | ------------------- |
| البلد المضيف                              | —                        | —                        | 1       | فرنسا               |
| بطولة الكونكاكاف للسيدات 2022             | 4–18 يوليو 2022          | المكسيك                  | 1       | الولايات المتحدة    |
| كوبا أمريكا فيمينينا 2022                 | 8–30 يوليو 2022          | كولومبيا                 | 2       | البرازيل · كولومبيا |
| تصفيات الكونكاكاف                         | 22-26 سبتمبر 2023        | جامايكا · كندا           | 1       | كندا                |
| بطولة التصفيات الأولمبية أوقيانوسيا 2024  | 7-19 فبراير 2024         | ساموا                    | 1       | نيوزيلندا           |
| نهائيات دوري الأمم الأوروبية للسيدات 2024 | 23–28 فبراير 2024        | متعددة                   | 2       | إسبانيا · ألمانيا   |
| بطولة التصفيات الأولمبية الآسيوية 2024    | 24–28 فبراير 2024        | متعددة                   | 2       | أستراليا · اليابان  |
| بطولة تصفيات أفريقيا الأولمبية 2024       | 5–9 أبريل 2024           | متعددة                   | 2       | نيجيريا · زامبيا    |
| مجموع المنتخبات المتأهَلة                  | مجموع المنتخبات المتأهَلة | مجموع المنتخبات المتأهَلة | 12      | 12                  |

## الأماكن
في 17 ديسمبر 2020 تم تأكيد اختيار ما مجموعه سبعة ملاعب.
| مارسيليا | ديسين-شاربيو (منطقة ليون)                                                                                                 | باريس          |
| --- | --- | -------------- |
| ملعب مرسيليا | ملعب ليون | بارك دي برينس  |
| السعة: 67,394 | السعة: 59,186 | السعة: 47,929  |
| | |                |
| مارسيليا ديسين-شاربيو باريس بوردو سانت إتيان نيس نانتكرة القدم في الألعاب الأولمبية الصيفية 2024 – مسابقة السيدات (فرنسا) | مارسيليا ديسين-شاربيو باريس بوردو سانت إتيان نيس نانتكرة القدم في الألعاب الأولمبية الصيفية 2024 – مسابقة السيدات (فرنسا) | بوردو          |
| مارسيليا ديسين-شاربيو باريس بوردو سانت إتيان نيس نانتكرة القدم في الألعاب الأولمبية الصيفية 2024 – مسابقة السيدات (فرنسا) | مارسيليا ديسين-شاربيو باريس بوردو سانت إتيان نيس نانتكرة القدم في الألعاب الأولمبية الصيفية 2024 – مسابقة السيدات (فرنسا) | ملعب بوردو     |
| مارسيليا ديسين-شاربيو باريس بوردو سانت إتيان نيس نانتكرة القدم في الألعاب الأولمبية الصيفية 2024 – مسابقة السيدات (فرنسا) | مارسيليا ديسين-شاربيو باريس بوردو سانت إتيان نيس نانتكرة القدم في الألعاب الأولمبية الصيفية 2024 – مسابقة السيدات (فرنسا) | السعة: 42,115  |
| مارسيليا ديسين-شاربيو باريس بوردو سانت إتيان نيس نانتكرة القدم في الألعاب الأولمبية الصيفية 2024 – مسابقة السيدات (فرنسا) | مارسيليا ديسين-شاربيو باريس بوردو سانت إتيان نيس نانتكرة القدم في الألعاب الأولمبية الصيفية 2024 – مسابقة السيدات (فرنسا) |                |
| سانت إتيان | نيس | نانت           |
| ملعب جوفروا غيشار | أليانز ريفييرا | ملعب لا بوجوار |
| السعة: 41,965 | السعة: 36,178 | السعة: 35,322  |
| | |                |

## تشكيلة المنتخبات
بطولة السيدات هي بطولة دولية كاملة دون أي قيود على السن. يجب على كل فريق أن يقدم تشكيلة مكونة من 18 لاعبة، اثنتان منهن يجب أن تكون في مركز حراسة مرمى. يمكن لكل فريق أيضًا تسمية قائمة بأربعة لاعبات بديلات، يمكن استبدال أي لاعبة في الفريق في حالة حدوث إصابة أثناء البطولة.

## حكام المباريات
في 3 أبريل 2024 أصدر الاتحاد الدولي لكرة القدم الفيفا قائمة حكام المباريات الذين سيديرون الألعاب الأولمبية. عينت لجنة الحكام بالاتحاد الدولي لكرة القدم (فيفا) 89 حكماً (21 حكم ساحة و42 حكماً مساعداً و20 حكماً لتقنية للفيديو وستة حكام معاونين) من 45 دولة لإدارة مباريات في دورة الألعاب الأولمبية باريس 2024.
| م | حكم الساحة                |
| - | ------------------------- |
| 1 | تيس أولوفسون              |
| 2 | ريبيكا ويلش               |
| م | الحكام المساعدين          |
| 1 | ألميرا سباهيتش            |
| 2 | إيميلي كارني              |
| 3 | فرانشيسكا دي مونتي        |
| 4 | فرانكا أوفيرتوم           |
| م | حكم تقنية الفيديو المساعد |
| 1 | إيفان بيبيك               |
| 2 | ديفيد كوت                 |
| 3 | جيروم بريسارد             |
| 4 | باولو فاليري              |
| 5 | روب ديبرينك               |
| 6 | أوفيديو هاتسيغان          |
| 7 | كارلوس ديل سيرو غراندي    |
| 8 | كاتالين كولشار            |
| م | معاون حكم                 |
| 1 | فريدا كلارلوند            |
| 2 | يلينا تسفيتكوفيتش         |

| م | حكم الساحة                |
| - | ------------------------- |
| 1 | كيم يو جيونغ.             |
| 2 | يوشيمي ياماشيتا           |
| م | الحكام المساعدين          |
| 1 | ماكوتو بوزونو             |
| 2 | ناومي تيشيروغي            |
| 3 | جوانا تشاراكتيس           |
| 4 | مي سوك بارك               |
| م | حكم تقنية الفيديو المساعد |
| 1 | خميس المري                |
| 2 | سيفاكورن بو أودوم         |
| 3 | كايت جاسويتز              |
| م | معاون حكم                 |
| 1 | فيرونيكا فيرناتسكايا      |

| م | حكم الساحة                |
| - | ------------------------- |
| 1 | بشرى كربوبي               |
| م | الحكام المساعدين          |
| 1 | ديانا شيكوتيشا            |
| 2 | فتيحة جرمومي              |
| م | حكم تقنية الفيديو المساعد |
| 1 | لحلو بن براهم             |
| 2 | محمود عاشور               |
| م | معاون حكم                 |
| 1 | شميرة نبادا               |

| م | حكم الساحة                |
| - | ------------------------- |
| 1 | كاتيا إيتزيل غارسيا       |
| 2 | توري بينسو                |
| م | الحكام المساعدين          |
| 1 | كارين دياز ميدينا         |
| 2 | ساندرا راميريز            |
| 3 | بروك مايو                 |
| 4 | كاثرين نسبيت              |
| م | حكم تقنية الفيديو المساعد |
| 1 | دانون برشمينت             |
| 2 | غييرمو باتشيكو            |
| 3 | تاتيانا غوزمان            |
| م | معاون حكم                 |
| 1 | أوديت هاملتون             |

| م | حكم الساحة                |
| - | ------------------------- |
| 1 | إيدينا ألفيس باتيستا      |
| 2 | إميكار كالديراس           |
| م | الحكام المساعدين          |
| 1 | نيوزا باك                 |
| 2 | فابريني بيفيلاكوا كوستا   |
| 3 | ماري بلانكو               |
| 4 | ميغداليا رودريغيز         |
| م | حكم تقنية الفيديو المساعد |
| 1 | هيكتور باليتا             |
| 2 | رودريغو كارفاخال          |
| 3 | ليودان غونزاليس           |
| 4 | ديان مونيز                |
| م | معاون حكم                 |
| 1 | أناهي فرنانديز            |

| م | حكم الساحة            |
| - | --------------------- |
| 1 | كامبل كيرك كاوانا واه |
| م | الحكام المساعدين      |
| 1 | إسحاق تريفيس          |
| 2 | برنارد موتوكيرا       |

## القرعة
أُقيمت قرعة البطولة في 20 مارس 2024، في مبنى بالس في سان دوني، فرنسا في الساعة 20:00 بتوقيت وسط أوروبا (UTC+1). تم تقسيم المنتخبات 12 إلى ثلاث مجموعات من أربعة فرق. تم تصنيف المنتخب الفرنسي المضيف تلقائيًا في الوعاء 1 وتم تعيينه في المركز أ 1 بينما تم تصنيف الفرق المتبقية في أوعية كل منها بناءً على تصنيفات فيفا العالمية للسيدات الصادرة في 15 مارس 2024 (كما هو موضح بين قوسين أدناه). لا يمكن لأي مجموعة أن تحتوي على أكثر من فريق واحد من كل اتحاد قاري.
| الوعاء 1                                                        | الوعاء 2                               | الوعاء 3                                        | الوعاء 4                                      |
| --------------------------------------------------------------- | -------------------------------------- | ----------------------------------------------- | --------------------------------------------- |
| - فرنسا (3) (البلد المضيف) - إسبانيا (1) - الولايات المتحدة (4) | - ألمانيا (5) - اليابان (7) - كندا (9) | - البرازيل (10) - أستراليا (12) - كولومبيا (23) | - نيوزيلندا (28) - نيجيريا (36) - زامبيا (65) |

ملاحظات
1. ↑  فرق من الاتحاد الأفريقي لكرة القدم كانت في مرحلة التصفيات ولم تكن معروفة وقت إجراء القرعة، لذا تم سحبه القرعة في الأصل باسم CAF 1 وCAF 2.

## مرحلة المجموعات
تم تقسيم البلدان المتنافسة إلى ثلاث مجموعات من أربعة فرق، يُشار إليها بالمجموعات A وB وC. تلعب الفرق في كل مجموعة بعضها البعض على أساس جولة روبن، مع وجود الفريقين الأولين من كل مجموعة وأفضل فريقين حصلا على المركز الثالث يتأهل إلى ربع النهائي.
جميع الأوقات بالتوقيت المحلي، CEST (UTC+2).

### كسر التعادل
تم تحديد ترتيب الفرق في مرحلة المجموعات على النحو التالي:
1. النقاط التي تم الحصول عليها في جميع مباريات المجموعة (ثلاث نقاط للفوز، ونقطة للتعادل، ولا شيء للهزيمة)؛
2. فارق الأهداف في جميع مباريات المجموعة؛
3. عدد الأهداف المسجلة في جميع مباريات المجموعة؛
4. النقاط التي تم الحصول عليها في المباريات التي لعبت بين الفرق المعنية؛
5. فارق الأهداف في المباريات التي لعبت بين الفرق المعنية؛
6. عدد الأهداف المسجلة في المباريات التي لعبت بين الفرق المعنية؛
7. نقاط اللعب النظيف في جميع مباريات المجموعة (يمكن تطبيق خصم واحد فقط على اللاعب في مباراة واحدة):   - البطاقة الصفراء: −1 نقطة؛
  - البطاقة الحمراء غير المباشرة (البطاقة الصفراء الثانية): −3 نقاط؛
  - البطاقة الحمراء المباشرة: −4 نقاط؛
  - البطاقة الصفراء والبطاقة الحمراء المباشرة: −5 نقاط؛
8. سحب القرعة.

### المجموعة أ
| م | الفريق    | لعب | ف | ت | خ | أ.له | أ.ع | أ.ف | نقاط | التأهل                        |
| - | --------- | --- | - | - | - | ---- | --- | --- | ---- | ----------------------------- |
| 1 | فرنسا (H) | 3   | 2 | 0 | 1 | 6    | 5   | +1  | 6    | التقدم إلى مرحلة خروج المغلوب |
| 2 | كندا      | 3   | 3 | 0 | 0 | 5    | 2   | +3  | 3    | التقدم إلى مرحلة خروج المغلوب |
| 3 | كولومبيا  | 3   | 1 | 0 | 2 | 4    | 4   | 0   | 3    | أفضل مركز ثالث                |
| 4 | نيوزيلندا | 3   | 0 | 0 | 3 | 2    | 6   | −4  | 0    |                               |

1. ↑  في 27 يوليو 2024، تم خصم 6 نقاط من كندا لتورط طاقمها التدريبي في  تجسس غير قانوني بطائرات بدون طيار في مكان تدريب رسمي.[15]

| كندا                      | 2–1   | نيوزيلندا |
| ------------------------- | ----- | --------- |
| - لاكاس 45+4' - فيينز 79' | تقرير | 13' باري  |

| فرنسا                       | 3–2   | كولومبيا                     |
| --------------------------- | ----- | ---------------------------- |
| - كاتوتو 6'، 42' · دالي 18' | تقرير | 54' (ركلة.) أوسمي · 64' بافي |

| نيوزيلندا | 0–2   | كولومبيا                  |
| --------- | ----- | ------------------------- |
|           | تقرير | 27' ريستريبو · 72' سانتوس |

| فرنسا      | 1–2   | كندا                       |
| ---------- | ----- | -------------------------- |
| كاتوتو 42' | تقرير | 58' فليمينغ · 90+12' غيليس |

| نيوزيلندا  | 1–2   | فرنسا           |
| ---------- | ----- | --------------- |
| تايلور 43' | تقرير | 22'، 49' كاتوتو |

| كولومبيا | 0–1   | كندا      |
| -------- | ----- | --------- |
|          | تقرير | 61' غيليس |

### المجموعة ب
| م | الفريق               | لعب | ف | ت | خ | أ.له | أ.ع | أ.ف | نقاط | التأهل                        |
| - | -------------------- | --- | - | - | - | ---- | --- | --- | ---- | ----------------------------- |
| 1 | الولايات المتحدة (A) | 3   | 3 | 0 | 0 | 9    | 2   | +7  | 9    | التقدم إلى مرحلة خروج المغلوب |
| 2 | ألمانيا (A)          | 3   | 2 | 0 | 1 | 8    | 5   | +3  | 6    | التقدم إلى مرحلة خروج المغلوب |
| 3 | أستراليا             | 3   | 1 | 0 | 2 | 7    | 10  | −3  | 3    |                               |
| 4 | زامبيا (E)           | 3   | 0 | 0 | 3 | 6    | 13  | −7  | 0    |                               |

| ألمانيا                               | 3–0   | أستراليا |
| ------------------------------------- | ----- | -------- |
| - هيجيرينغ 24' - شولر 64' - براند 68' | تقرير |          |

| الولايات المتحدة                | 3–0   | زامبيا |
| ------------------------------- | ----- | ------ |
| - رودمان 17' - سوانسون 24'، 25' | تقرير |        |

| أستراليا                                                                             | 6–5   | زامبيا                                        |
| ------------------------------------------------------------------------------------ | ----- | --------------------------------------------- |
| - كينيدي 7' - راسو 35' - موسولي 58' (ه.ذ.) - كاتلي 65'، 78' (ركلة جزاء) - هايمان 90' | تقرير | 1'، 33'، 45+2' ب. باندا · 21'، 56' كوندانانجي |

| الولايات المتحدة                           | 4–1   | ألمانيا  |
| ------------------------------------------ | ----- | -------- |
| - سميث 11'، 44' - سوانسون 26' - وليامز 89' | تقرير | 22' غوين |

| أستراليا     | 1–2   | الولايات المتحدة       |
| ------------ | ----- | ---------------------- |
| كينيدي 90+2' | تقرير | 43' رودمان · 77' ألبرت |

| زامبيا       | 1–4   | ألمانيا                               |
| ------------ | ----- | ------------------------------------- |
| ب. باندا 49' | تقرير | 10'، 61' شولر · 47' بوهل · 90+5' سينس |

### المجموعة ج
| م | الفريق   | لعب | ف | ت | خ | أ.له | أ.ع | أ.ف | نقاط | التأهل                        |
| - | -------- | --- | - | - | - | ---- | --- | --- | ---- | ----------------------------- |
| 1 | إسبانيا  | 3   | 3 | 0 | 0 | 5    | 1   | +4  | 9    | التقدم إلى مرحلة خروج المغلوب |
| 2 | اليابان  | 3   | 2 | 0 | 1 | 6    | 4   | +2  | 6    | التقدم إلى مرحلة خروج المغلوب |
| 3 | البرازيل | 3   | 1 | 0 | 2 | 2    | 4   | −2  | 3    | أفضل مركز ثالث                |
| 4 | نيجيريا  | 3   | 0 | 0 | 3 | 1    | 5   | −4  | 0    |                               |

| إسبانيا                      | 2–1   | اليابان    |
| ---------------------------- | ----- | ---------- |
| - بونماتي 22' - كالدينتي 74' | تقرير | 13' فوجينو |

| نيجيريا | 0–1   | البرازيل       |
| ------- | ----- | -------------- |
|         | تقرير | 37' جابي نونيز |

| البرازيل   | 1–2   | اليابان                                |
| ---------- | ----- | -------------------------------------- |
| جينيفر 56' | تقرير | 90+2' (ركلة.) كوماجاي · 90+6' تانيكاوا |

| إسبانيا    | 1–0   | نيجيريا |
| ---------- | ----- | ------- |
| بوتياس 85' | تقرير |         |

| البرازيل | 0–2   | إسبانيا                         |
| -------- | ----- | ------------------------------- |
|          | تقرير | 68' ديل كاستيلو · 90+17' بوتياس |

| اليابان                                    | 3–1   | نيجيريا       |
| ------------------------------------------ | ----- | ------------- |
| - هامانو 22' - تاناكا 32' - كيتاغاوا 45+5' | تقرير | 42' إيتشيجيني |

### ترتيب المنتخبات صاحبة المركز الثالث
| م | مج | الفريق   | لعب | ف | ت | خ | أ.له | أ.ع | أ.ف | نقاط | التأهل                        |
| - | -- | -------- | --- | - | - | - | ---- | --- | --- | ---- | ----------------------------- |
| 1 | أ  | كولومبيا | 3   | 1 | 0 | 2 | 4    | 4   | 0   | 3    | التأهل إلى مرحلة خروج المغلوب |
| 2 | ج  | البرازيل | 3   | 1 | 0 | 2 | 2    | 4   | −2  | 3    | التأهل إلى مرحلة خروج المغلوب |
| 3 | ب  | أستراليا | 3   | 1 | 0 | 2 | 7    | 10  | −3  | 3    |                               |

## دور خروج المغلوب
في دور خروج المغلوب في حال استمرار حالة التعادل في نتيجة المباراة في نهاية الوقت الأصلي، يتم لعب وقت إضافي على فترتين مدة كل شوط 15 دقيقة، وفي حال استمرار التعادل يتم اللجوء إلى ركلات الترجيح لتحديد المنتخب الفائز لينتقل إلى الجولة المقبلة.

### مجموعات المباريات في الدور ربع النهائي
تعتمد المواجهات على الفرق متصدر المجموعة والوصيف وأفضل مركز ثالث على الفريقين صاحبي المركز الثالث الذين سيتأهلان إلى الدور ربع النهائي:
| الفرق صاحبة المركز الثالث تتأهل من المجموعات | الفرق صاحبة المركز الثالث تتأهل من المجموعات | الفرق صاحبة المركز الثالث تتأهل من المجموعات |     | 1 أ ضد | 1 ج ضد |
| -------------------------------------------- | -------------------------------------------- | -------------------------------------------- | --- | ------ | ------ |
| أ                                            | ب                                            |                                              | 3 ب | 3 أ    |        |
| أ                                            |                                              | ج                                            | 3 ج | 3 أ    |        |
|                                              | ب                                            | ج                                            | 3 ج | 3 ب    |        |

## المسار
|  | ربع النهائي            | ربع النهائي            |                        |       | نصف النهائي                | نصف النهائي                |  |  | مباراة الميدالية الذهبية | مباراة الميدالية الذهبية |
|  |                        |                        |                        |       |                            |                            |  |  |                          |                          |
|  | 3 أغسطس – نانت         |                        |                        |       |                            |                            |  |  |                          |                          |
|  |                        |                        |                        |       |                            |                            |  |  |                          |                          |
|  | فرنسا                  | 0                      |                        |       |                            |                            |  |  |                          |                          |
|  | فرنسا                  | 0                      | 6 أغسطس – مارسيليا     |       |                            |                            |  |  |                          |                          |
|  | البرازيل               | 1                      |                        |       |                            |                            |  |  |                          |                          |
|  | البرازيل               | 1                      | البرازيل               | 4     |                            |                            |  |  |                          |                          |
|  | 3 أغسطس – ديسين-شاربيو |                        | البرازيل               | 4     |                            |                            |  |  |                          |                          |
|  |                        | إسبانيا                | 2                      |       |                            |                            |  |  |                          |                          |
|  | إسبانيا                | إسبانيا                | 2                      | 2 (4) |                            |                            |  |  |                          |                          |
|  | إسبانيا                |                        | 10 أغسطس – باريس       | 2 (4) |                            |                            |  |  |                          |                          |
|  | كولومبيا               | 2 (2)                  |                        |       |                            |                            |  |  |                          |                          |
|  | كولومبيا               | 2 (2)                  | البرازيل               | 0     |                            |                            |  |  |                          |                          |
|  | 3 أغسطس – باريس        |                        | البرازيل               | 0     |                            |                            |  |  |                          |                          |
|  |                        | الولايات المتحدة       | 1                      |       |                            |                            |  |  |                          |                          |
|  | الولايات المتحدة       | الولايات المتحدة       | 1                      | 1     |                            |                            |  |  |                          |                          |
|  | الولايات المتحدة       | 6 أغسطس – ديسين-شاربيو |                        | 1     |                            |                            |  |  |                          |                          |
|  | اليابان                | 0                      |                        |       |                            |                            |  |  |                          |                          |
|  | اليابان                | 0                      | الولايات المتحدة       | 1     |                            |                            |  |  |                          |                          |
|  | 3 أغسطس – مارسيليا     |                        | الولايات المتحدة       | 1     |                            |                            |  |  |                          |                          |
|  |                        | ألمانيا                | 0                      |       | مباراة الميدالية البرونزية | مباراة الميدالية البرونزية |  |  |                          |                          |
|  | كندا                   | ألمانيا                | 0                      | 0 (2) | مباراة الميدالية البرونزية | مباراة الميدالية البرونزية |  |  |                          |                          |
|  | كندا                   |                        | 9 أغسطس – ديسين-شاربيو | 0 (2) |                            |                            |  |  |                          |                          |
|  | ألمانيا                | 0 (4)                  |                        |       |                            |                            |  |  |                          |                          |
|  | ألمانيا                | 0 (4)                  | إسبانيا                | 0     |                            |                            |  |  |                          |                          |
|  |                        |                        |                        |       |                            |                            |  |  |                          |                          |
|  | ألمانيا                | 1                      |                        |       |                            |                            |  |  |                          |                          |
|  | ألمانيا                | 1                      |                        |       |                            |                            |  |  |                          |                          |

## ربع النهائي
| الولايات المتحدة | 1–0 (ب.و.إ.) | اليابان |
| ---------------- | ------------ | ------- |
| رودمان 105+2'    | تقرير        |         |

| إسبانيا                                   | 2–2 (ب.و.إ.) | كولومبيا                               |
| ----------------------------------------- | ------------ | -------------------------------------- |
| - هيرموسو 79' - باريديس 90+7'             | تقرير        | 12' راميريز · 52' سانتوس               |
| ركلات الترجيح                             |              |                                        |
| - كالدينتي - نافارو - بارالويلو - بونماتي | 4–2          | - أوسمي - فانيغاس - سالازار - كارابالي |

| كندا                          | 0–0 (ب.و.إ.) | ألمانيا                              |
| ----------------------------- | ------------ | ------------------------------------ |
|                               | تقرير        |                                      |
| ركلات الترجيح                 |              |                                      |
| - كوين - لورانس - ليون - بيكي | 2–4          | - غوين - مينغ - لومان - راوش - بيرغر |

| فرنسا | 0–1   | البرازيل         |
| ----- | ----- | ---------------- |
|       | تقرير | 82' غابي بورتيلو |

## نصف النهائي
| الولايات المتحدة | 1–0 (ب.و.إ.) | ألمانيا |
| ---------------- | ------------ | ------- |
| سميث 95'         | تقرير        |         |

| البرازيل                                                                        | 4–2   | إسبانيا               |
| ------------------------------------------------------------------------------- | ----- | --------------------- |
| - باريديس 6' (هدف في مرماه.) - غابي بورتيلو 45+4' - أدريانا 72' - كيرولين 90+1' | تقرير | 85'، 90+12' بارالويلو |

## مباراة الميدالية البرونزية
| إسبانيا | 0–1   | ألمانيا          |
| ------- | ----- | ---------------- |
|         | تقرير | 65' (ركلة.) غوين |

## مباراة الميدالية الذهبية
| البرازيل | 0–1   | الولايات المتحدة |
| -------- | ----- | ---------------- |
|          | تقرير | 57' سوانسون      |

## الترتيب النهائي
وفقًا للاتفاقية الإحصائية في كرة القدم، تُحسب المباريات التي يتم حسمها في وقت إضافي على أنها حالة انتصار وخسارة، بينما تُحسب المباريات التي يتم حسمها عن طريق ركلات الترجيح على أنها حالة تعادل.
| م  | الفريق           | لعب | ف | ت | خ | أ.له | أ.ع | أ.ف | نقاط | النتيجة النهائية     |
| -- | ---------------- | --- | - | - | - | ---- | --- | --- | ---- | -------------------- |
| 1  | الولايات المتحدة | 6   | 6 | 0 | 0 | 12   | 2   | +10 | 18   | الميدالية الذهبية    |
| 2  | البرازيل         | 6   | 3 | 0 | 3 | 7    | 7   | 0   | 9    | الميدالية الفضية     |
| 3  | ألمانيا          | 6   | 3 | 1 | 2 | 9    | 6   | +3  | 10   | الميدالية البرونزية  |
| 4  | إسبانيا          | 6   | 3 | 1 | 2 | 9    | 8   | +1  | 10   | المركز الرابع        |
|    |                  |     |   |   |   |      |     |     |      |                      |
| 5  | اليابان          | 4   | 2 | 0 | 2 | 6    | 5   | +1  | 6    | خرج من ربع النهائي   |
| 6  | فرنسا (H)        | 4   | 2 | 0 | 2 | 6    | 6   | 0   | 6    | خرج من ربع النهائي   |
| 7  | كندا             | 4   | 3 | 1 | 0 | 5    | 2   | +3  | 4    | خرج من ربع النهائي   |
| 8  | كولومبيا         | 4   | 1 | 1 | 2 | 6    | 6   | 0   | 4    | خرج من ربع النهائي   |
|    |                  |     |   |   |   |      |     |     |      |                      |
| 9  | أستراليا         | 3   | 1 | 0 | 2 | 7    | 10  | −3  | 3    | خرج من دور المجموعات |
| 10 | نيوزيلندا        | 3   | 0 | 0 | 3 | 2    | 6   | −4  | 0    | خرج من دور المجموعات |
| 11 | نيجيريا          | 3   | 0 | 0 | 3 | 1    | 5   | −4  | 0    | خرج من دور المجموعات |
| 12 | زامبيا           | 3   | 0 | 0 | 3 | 6    | 13  | −7  | 0    | خرج من دور المجموعات |

1. ↑  في 27 يوليو 2024، تم تغريم كندا بخصم 6 نقاط من قبل الفيفا بسبب تورط طاقمها التدريبي في التجسس غير القانوني بطائرة بدون طيار في مكان تدريب رسمي.[41] وقد أيدت محكمة التحكيم الرياضية القرار في 31 يوليو/تموز.[42]

## إحصاءات

### الهدافات
عدد الأهداف المُسجلة  76 هدفًا  في 26 مباراة، بمتوسط 2.92 هدفًا في المباراة الواحدة.
5 أهداف
- ماري-أنطوانيت كاتوتو

4 أهداف
- باربرا باندا
- مالوري سوانسون

3 أهداف
- ليا شولر
- ترينيتي رودمان
- صوفيا سميث

هدفان
- ستيف كاتلي
- ألانا كينيدي
- غابي بورتيلو
- فانيسا غيليس
- ليسي سانتوس
- أليكسيا بوتياس
- سلمى بارالويلو
- يوليا غوين
- راشيل كوندانانجي

هدف
- ميشيل هايمان
- هايلي راسو
- أدريانا
- جابي نونيز
- جينيفر
- كيرولين
- جيسي فليمينغ
- كلوي لاكاس
- إيفلين فيينز
- مانويلا بافي
- مايرا راميريز
- مارسيلا ريستريبو
- كاتالينا أوسمي
- كنزة دالي
- يولي براند
- كلارا بوهل
- مارينا هيجيرينغ
- إليسا سينس
- اوبا فوجينو
- مايكا هامانو
- هيكارو كيتاغاوا
- ساكي كوماجاي
- مينا تاناكا
- موموكو تانيكاوا
- ماكنزي باري
- كيت تايلور
- جينيفر إيتشيجيني
- ايتانا بونماتي
- ماريونا كالدينتي
- أثينا ديل كاستيو
- جينيفر هيرموسو
- إيرين باريديس
- كوربن ألبرت
- لين وليامز

هدف ذاتي
- نجامبو موسول (ضد أستراليا)
- إيرين باريديس (ضد البرازيل)

مصدر: FIFA